# Due sirene in un bicchiere
Due sirene in un bicchiere è un romanzo di Federica Brunini, edito nel 2018 da Feltrinelli.

## Edizioni
- Federica Brunini, Due sirene in un bicchiere, Milano, Feltrinelli, 2018, ISBN 9788807032950.
- Federica Brunini, Due sirene in un bicchiere, collana Universale Economica Feltrinelli, Milano, Feltrinelli, 2020, ISBN 9788807893674.